# Mary O'Shiell
Mary O'Shiell (née en 1715 à Nantes), est une femme d'affaires nantaise du XVIIIe siècle. 

## Biographie
Elle est la fille de Luc O'Shiell (1677-1745), l'un des officiers irlandais jacobites, chassés par la Glorieuse Révolution britannique, qui s'installèrent dans la région nantaise, pour former la communauté des irlandais de Nantes. 
Comme ses deux autres sœurs, Anne et Agnès, Mary O'Shiell épousa en 1741 au manoir de la Placelière propriété de son père à Château-Thébaud, Antoine Walsh, l'un des trois premiers armateurs de la ville au milieu du XVIIIe siècle, fondateur de la Société d'Angola, autre figure des irlandais de Nantes et de l'armement nantais au XVIIIe siècle. Leur fille Anne Walsh se marie en 1780 avec le lieutenant de vaisseau Pierre-François de Bardon. 
Leur fils, Antoine Jean Baptiste Paulin Walsh, dit « Milord », héritier de la Société d'Angola, grand armateur du port de Nantes, a épousé en 1765 à Saint-Georges-sur-Loire, sa cousine Marie Joséphine Dorothée Walsh de Serrant (1748-1786), qui n'est autre que la fille de François Jacques Walsh. Son père avait offert le château au père de sa femme en 1750. Il devint propriétaire à Limonade et Ouanaminthe, au sud de l'île de Saint-Domingue: il y possédait les habitations la Poterie et Thiverny mais devra s'exiler et mourut le 26 avril 1798 à Kingston à la Jamaïque. Parmi ses cinq fils, et donc les petits-fils de Mary O'Shiell, Antoine Olivier Walsh fut chanoine au Vatican.
À la mort de son père en 1745, Mary, ses sœurs  Agnès et Anne, ainsi que leur frère Luc Nicolas héritent du domaine de la Placelière. Deux ans plus tard, le mari d'Anne, Guillaume Grou rachète ce dernier. Le couple fera entièrement reconstruire le manoir.
Dix ans après la mort de Luc O'Shiell, sa famille a été reconnue d'origine noble par un arrêt du conseil et par lettres patentes de l'an 1755. Il y avait en 1781 deux lieutenants de son nom au régiment de Walsh. Le blason de la famille était d'argent, au lion de gueules, accompagné en chef de deux gantelets et en pointe d'une étoile.